# Job Crafting
Job Crafting ist das aktive und individuelle Gestalten der eigenen Arbeit. Hierbei bemühen sich Berufstätige aus scheinbar innerer Motivation heraus, die Arbeit selbstständig umzugestalten und zu verbessern. Art und Gelingen dieses Prozesses hängt von der Persönlichkeitsstruktur der Berufstätigen ab, darunter Neigungen, Eigeninitiative und Selbstvertrauen.

## Definition und Einordnung
Jobcrafting wird als „ein Weg, eine größere Passung zwischen dem Einzelnen, der Arbeit und der Organisation herzustellen“ beschrieben. Job Crafting gehört als Konzept zum Feld der positiven Organisationspsychologie, sowie zur Wirtschaftspsychologie und Arbeitspsychologie. Die Kernidee ist, dass „es immer möglich ist, kleine Anpassungen am eigenen Job vorzunehmen – so dass Arbeit sich optimal an eigene Motivation und Stärken anschließt.“

## Anwendung und Einteilung
Häufig passiert Job Crafting im Alltag. Menschen verändern ihre Arbeit so, dass sie wirksamer sind, dass es ihnen mehr Spaß macht oder dass sie einfacher wird. Jobcrafting dient als Konzept der individuellen Weiterentwicklung und wird auch von Führungskräften als Raster genutzt, um ihre Mitarbeiter darin zu unterstützen, Veränderungen vorzunehmen. Job Crafting kann dabei helfen die Arbeit nach individuellen Bedürfnissen und Fähigkeiten anzupassen und Unzufriedenheit, Hemmungen, Fehlern und mangelnder Motivation vorzubeugen.
Es gibt drei Kernbereiche des Job Crafting:
- die Veränderung des Aufgabenbereichs
- die Veränderung der Arbeitsbeziehungen, also die Zusammenarbeit von Personen
- und die Veränderung der Wahrnehmung der Arbeit.[3]

## Untersuchung und Schlussfolgerung
Als einer der Urheber des Konzepts werden Amy Wrzesniewski und Jane E. Dutton angesehen. Ihre These lautete: „Es geht weniger darum, Menschen zur Arbeit zu motivieren, sondern darum, wie man Menschen unterstützen kann, aktiv zu werden und ihre eigene Arbeit motivierend zu gestalten.“ Mit ihrem ersten Artikel zu dem Thema haben sie den Fokus dahingehend verändert, dass das hilfreiche Element nicht ist, Menschen zur Arbeit zu motivieren, sondern darin zu unterstützen, aktiv zu werden und ihre eigene Arbeit motivierend zu gestalten und Freiräume für Entscheidungen zu lassen.
In einer Metaanalyse im Jahr 2017 wies Rudolph nach, dass durch Job Crafting die Arbeitszufriedenheit, Arbeitsleistung und das Arbeitsengangement gesteigert wird, während der Stress reduziert wird.